# دراجة السلامة
دراجة الأمان هي نوع من الدراجات التي أصبحت شائعة جدًا في أواخر الثمانينيات من القرن التاسع عشر كبديل للدراجة الصغيرة وهي الآن أكثر أنواع الدراجات شيوعًا. عُرفت الدراجات الأولية من هذا النمط باسم دراجات الأمان لأنها تمت ملاحظتها وتسويقها على أنها أكثر أمانًا من العجلات العادية القديمة التي كانت مستبدلة. على الرغم من أن الدراجات الحديثة تستخدم تصميمًا مشابهًا ، إلا أنه نادرًا ما يستخدم هذا المصطلح اليوم ويعتبر دوائر خارجية مر عليها الزمن مألوفة لسائقي العجلات العالية.

## __LEAD_SECTION__
دراجة الأمان (أو ما يعرف بدراجة السلامة) هي نوع من الدراجات أصبح شديد الشهرة ابتداءً من أواخر الثمانينيات من القرن التاسع عشر كبديل لدراجة البني فارتينج (العادية)، وهي الآن النوع الأكثر شيوعًا من الدراجات. كانت الدراجات الأولى من هذا النوع تعرف باسم دراجات السلامة لأنها كانت مشهورة وتسوق بأنها أكثر أمانًا من الدراجات ذات العجلة العالية التي كانت تحل محلها.
على الرغم من استخدام الدراجات الحديثة تصميمًا مماثلاً، فإن المصطلح نادراً ما يستخدم اليوم ويعتبر منسياً خارج الأوساط الملمة بالدراجات ذات العجلة العالية.